# Řád Vachtanga Gorgasaliho
Řád Vachtanga Gorgasaliho (gruzínsky: ვახტანგ გორგასლის ორდენი) je státní vyznamenání Gruzie. Založen byl v roce 1992 v době, kdy se začal formovat gruzínský systém vyznamenání.

## Historie a pravidla udílení
Řád byl založen dne 24. prosince 1992. Udílen je příslušníkům gruzínské armády a policie za prokázané činy odvahy a hrdinství v boji za obranu země a zachování její územní celistvosti, za velení, přijetí obranný opatření a za rozvoj a vedení vojenských operací. Řád lze udělit i cizím státním příslušníkům za prokázanou odvahu v boji za nezávislost Gruzie a v udržení územní celistvosti.

## Insignie
Stuha je bílá s širokým červeným pruhem uprostřed a s dvěma tenkými žlutými pruhy.

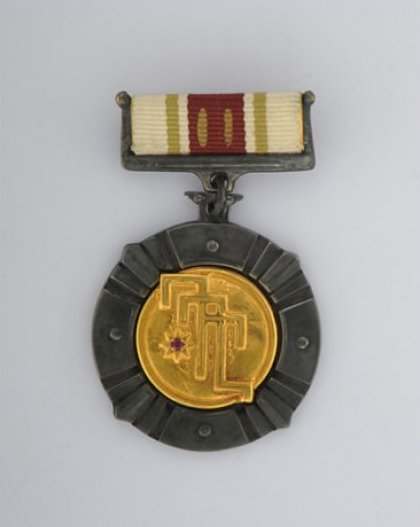
Řád II. třídy
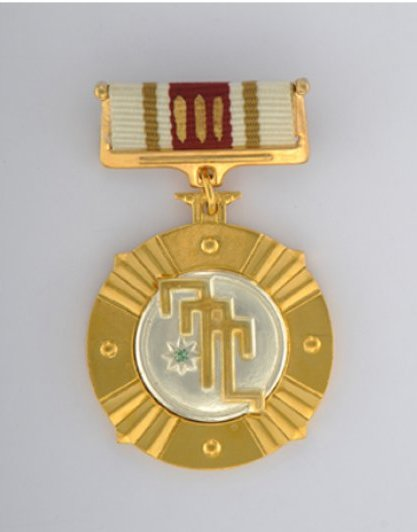
Řád III. třídy

## Třídy
Řád je udílen ve třech třídách:

I. třída
II. třída
III. třída

- I. třída
- II. třída
- III. třída